# تركي بن عبد الله بن عطيشان
تركي بن عبد الله بن عطيشان محافظ رأس تنورة ونائب امير المنطقة الشرقية في المملكة العربية السعودية. ولد بمدينة بريدة بالقصيم السعودية في منتصف العقد الأول من القرن العشرين الميلادي، التحق بشرطة جدة سنة 1929م، وفي سنة 1345 هجري، أصدر الملك عبد العزير قرارا بإنشاء قوات غفر السواحل، بقيادة محمد بن عطيشان وتركي بن عطيشان نائبا له، لما يتطلبه هذا المنصب من عمل دؤوب كونهم سيراقبون سواحل تمتد جغرافيتها على مسافة 2810 كلم تقريبا، وبعد تثبيت أمر السواحل انتقل تركي بن عطيشان إلى محمية مكة المكرمة نائبا لقائدها، ثم رئيسا لحرس الملك عبد العزيز الشخصي سنة 1933 م، ثم نائب رئيس لجنة تأسيس شرطة الرياض 1935 م، في سنة 1948م اصدر عبد العزيز آل سعود بن عبد الرحمن بن فيصل آل سعود أمراً ملكيا بتعينه أميراً لمنطقة رأس تنورة، وبذلك أصبح قريبا من سعود بن عبد الله بن جلوي آل سعود أمير المنطقة الشرقية في المملكة العربية السعودية، الذي كان بدوره قد سمع عن ادائه الطيب وخبرته فعين نائب لسموه، و رئيسا لمصلحة العمل والعمال في الشرقية حتى عام 1963 م، وفي عهد الأمير عبد المحسن بن عبد الله بن جلوي آل سعود عين نائبا لإمارة المنطقة الشرقية السعودية رسميا، واستمر في منصبه حتى وافته المنية سنة 1985 م.